# GR 8
GR 8 (também conhecido como UGC 8091 ou DDO 155) é uma galáxia anã irregular rica em gás. Em 1995, Tolstoy et al., estimou a distância a ser (com correção do satélite Hipparcos aplicado) aproximadamente 7.9 milhões de anos-luz da Terra. A questão aberta sobre esta galáxia é se ela é ou não membro do Grupo Local. Ela foi descoberta pelo Obsevatório Lick usando o telescópio de 20 polegadas, em 1946, 1947 ou 1951.